# Ómar Bertel
Ómar Andrés Bertel Vergara (Montelíbano, Córdoba; 9 de septiembre de 1996) es un futbolista colombiano. Juega como lateral en América de Cali la Primera División de Colombia.

## Carrera en clubes

### Millonarios
Llegó a Millonarios en el año 2014 cuando tenía 17 años de edad. Desde entonces ha hecho el proceso de divisiones inferiores en el club albiazul.
Bertel tendría su primer acercamiento al primer equipo en 2015, de la mano del técnico uruguayo Rubén Israel y el asistente técnico argentino Flavio Robatto. Fue capitán de su categoría en Millonarios en el Campeonato Sub-20 2016 siendo uno de los jugadores con más minutos disputados y de los laterales más destacados. 
Debuta como profesional el 27 de julio de 2017 entrando al minuto 61 por Felipe Banguero en el empate a dos goles en su visita a Alianza Petrolera por la Copa Colombia 2017. Su primer partido de titular lo hace el 23 de agosto por los cuartos de final vuelta frente al Junior de Barranquilla donde caerían eliminados por la mínima. Su debut en copas internacionales lo hace el 18 de septiembre en el empate sin goles por los octavos de final ida de la Copa Sudamericana 2018 contra Independiente Santa Fe en el clásico capitalino.
Su primer gol como profesional lo hace el 13 de marzo de 2019, dándole la victoria a su club por la mínima sobre Fortaleza CEIF al último minuto del partido válido por la fase de grupos de la Copa Colombia 2019. 
El 16 de julio de 2019 renueva su contrato con la institución embajadora hasta el año 2022. Vuelve a anotar un gol el 14 de agosto, en el empate 2-2 ante el Deportivo Cali.

## Perfil de jugador
Se caracteriza por ser un jugador veloz, de buen pase y firmeza a la hora de afrontar duelos; se convierte en pieza clave a la hora de pasar al ataque, destacando por su importante proyección a la banda y generalmente cumplir correctamente en labores defensivas, aún sin ser de sus características más fuertes.
Se suele adaptar bien a diversos esquemas de juego; su jugador referencia es Marcelo Vieira.

## Estadísticas
| Club                   | Div.                | Temporada           | Liga  | Liga  | Liga   | Copas | Copas | Copas  | Internacional | Internacional | Internacional | Total | Total | Total  |
| Club                   | Div.                | Temporada           | Part. | Goles | Asist. | Part. | Goles | Asist. | Part.         | Goles         | Asist.        | Part. | Goles | Asist. |
| ---------------------- | ------------------- | ------------------- | ----- | ----- | ------ | ----- | ----- | ------ | ------------- | ------------- | ------------- | ----- | ----- | ------ |
| Millonarios · Colombia | 1.ª                 | 2017                | 1     | 0     | 0      | 2     | 0     | 0      | -             | -             | -             | 3     | 0     | 0      |
| Millonarios · Colombia | 1.ª                 | 2018                | 8     | 0     | 1      | 4     | 0     | 0      | 1             | 0             | 0             | 13    | 0     | 1      |
| Millonarios · Colombia | 1.ª                 | 2019                | 15    | 0     | 1      | 6     | 1     | 0      | -             | -             | -             | 21    | 1     | 1      |
| Millonarios · Colombia | 1.ª                 | 2020                | 12    | 0     | 1      | 0     | 0     | 0      | 2             | 0             | 0             | 14    | 0     | 1      |
| Millonarios · Colombia | 1.ª                 | 2021                | 37    | 1     | 5      | 2     | 0     | 0      | -             | -             | -             | 39    | 1     | 5      |
| Millonarios · Colombia | 1.ª                 | 2022                | 40    | 1     | 1      | 7     | 0     | 0      | 2             | 0             | 0             | 49    | 1     | 1      |
| Millonarios · Colombia | 1.ª                 | 2023                | 30    | 0     | 3      | 5     | 0     | 1      | 6             | 0             | 0             | 41    | 0     | 4      |
| Millonarios · Colombia | 1.ª                 | 2024                | 8     | 0     | 0      | 2     | 0     | 0      | 0             | 0             | 0             | 9     | 0     | 0      |
| Millonarios · Colombia | Total               | Total               | 151   | 2     | 12     | 28    | 1     | 1      | 11            | 0             | 0             | 190   | 3     | 14     |
| Total en su carrera    | Total en su carrera | Total en su carrera | 151   | 2     | 12     | 28    | 1     | 1      | 11            | 0             | 0             | 190   | 3     | 14     |

## Palmarés y distinciones

### Campeonatos nacionales
| Título                | Club        | Año  |
| --------------------- | ----------- | ---- |
| Torneo Finalización   | Millonarios | 2017 |
| Superliga de Colombia | Millonarios | 2018 |
| Copa Colombia         | Millonarios | 2022 |
| Torneo Apertura       | Millonarios | 2023 |
| Superliga de Colombia | Millonarios | 2024 |

### Distinciones individuales
| Distinción          | Año  |
| ------------------- | ---- |
| XI Ideal ACOLFUTPRO | 2022 |